# Foster City (Kalifornia)
Foster City város az USA Kalifornia államában, San Mateo megyében. Lakosainak száma 33 805 fő (2020. április 1.).

## Népesség
A település népességének változása:

| 2010 | 30 567 |
| 2020 | 33 805 |